# Kodak DCS 100

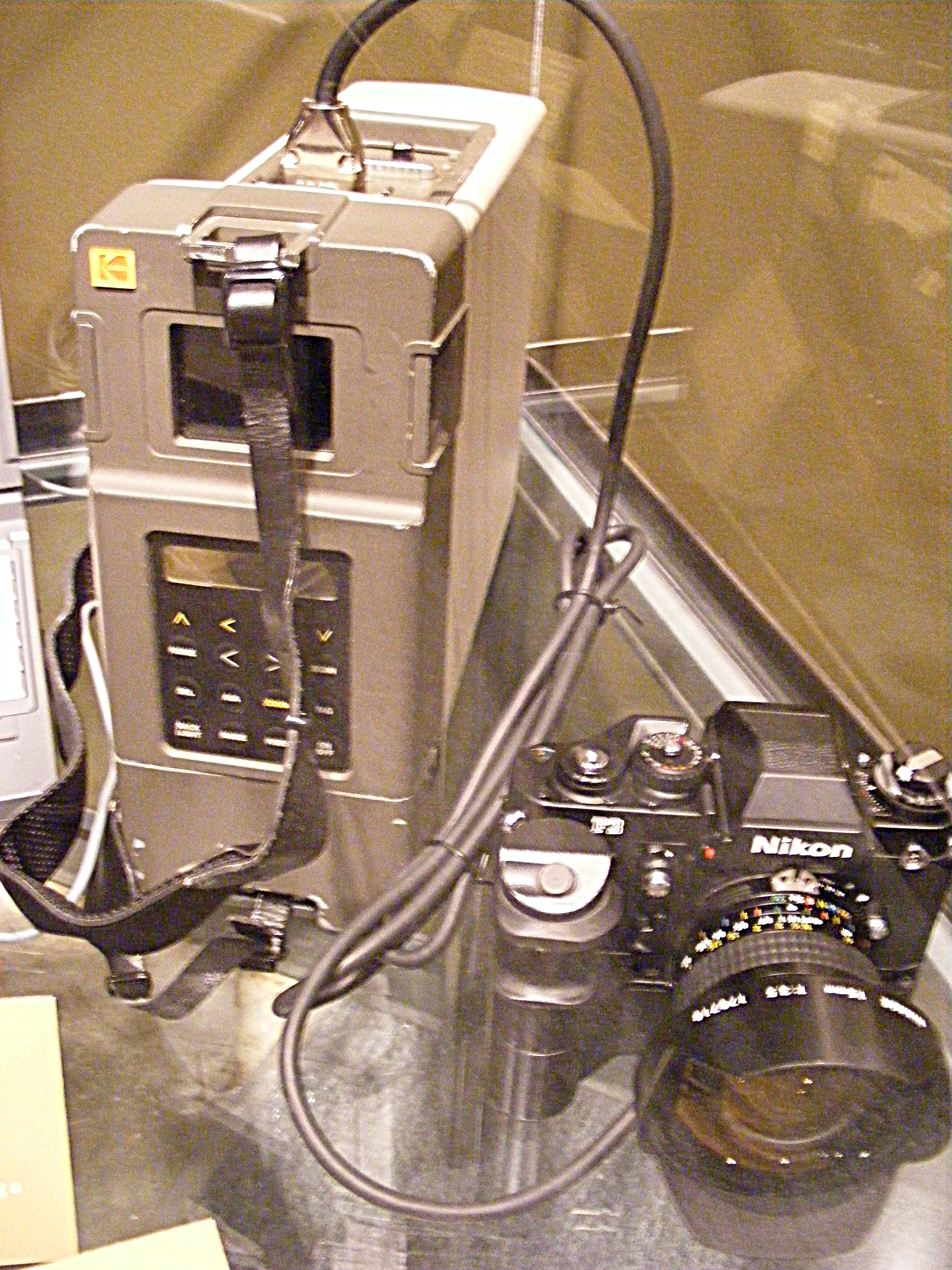
Kodak DCS 100 mit digitaler Speichereinheit

Die Kodak DCS 100 gilt als die erste kommerziell erhältliche digitale Spiegelreflexkamera.

## Geschichte
1987 fertigte Kodak die weltweit erste digitale Spiegelreflexkamera, die „Canon New F-1 Electro-Optic Camera“. Kommerziell erhältlich war dann als erste Kamera die Kodak DCS 100, die 1991 auf den Markt kam. Angeblich wurden nur 987 Einheiten verkauft.

## Technik
Die Kodak DCS 100 besteht aus einem Nikon-F3-Gehäuse ohne Rückwand mit veränderter Sucherscheibe, an das die Kodak-Digitalrückteile DC3 (Farbe) bzw. DM3 (monochrom) angesetzt wurden. Der Aufnahmesensor in der DCS 100 ist ein 1,3-Megapixel-CCD-Sensor (1024 × 1280 Pixel) mit den Abmessungen 20,5 mm × 16,4 mm. Der Verlängerungsfaktor in Relation zu 24 mm × 36 mm beträgt 1,8. Die Grundempfindlichkeit der DCS 100 ist 100 ISO.

## Weblink
- The Electro-Optic Camera - The world's first DSLR. Made by Eastman Kodak Company in 1987. (Ausführliche bebilderte Beschreibung, 2012, englisch)